# Wadi Al Hayilah
El Wadi Al Hayilah (en árabe: وادي الحييله‎, romanizado: Wādī Al Hayīlah)  es un valle o río seco, con caudal efímero o intermitente, que fluye casi exclusivamente durante la temporada de lluvias, situado al este de los Emiratos Árabes Unidos, en el emirato de Ras al Jaima. 
Forma una pequeña subcuenca hidrográfica de 6,5 km² que pertenece a la cuenca hidrográfica del Wadi Bih, que en su conjunto abarca una extensa área de drenaje, con una superficie comprendida entre 460 y 483 km², repartida entre el territorio de UAE y Omán (172,32 km² en UAE y 298,26 km² en Omán, aproximadamente), y cuya cima más elevada es el Jabal Al Harim (2087 m s. n. m.).
Esta subcuenca limita al norte y el este con la del Wadi Ar Ra'ilah; al sur con la del Wadi Qada'ah; y al oeste con el curso principal del Wadi Bih.

## Recorrido

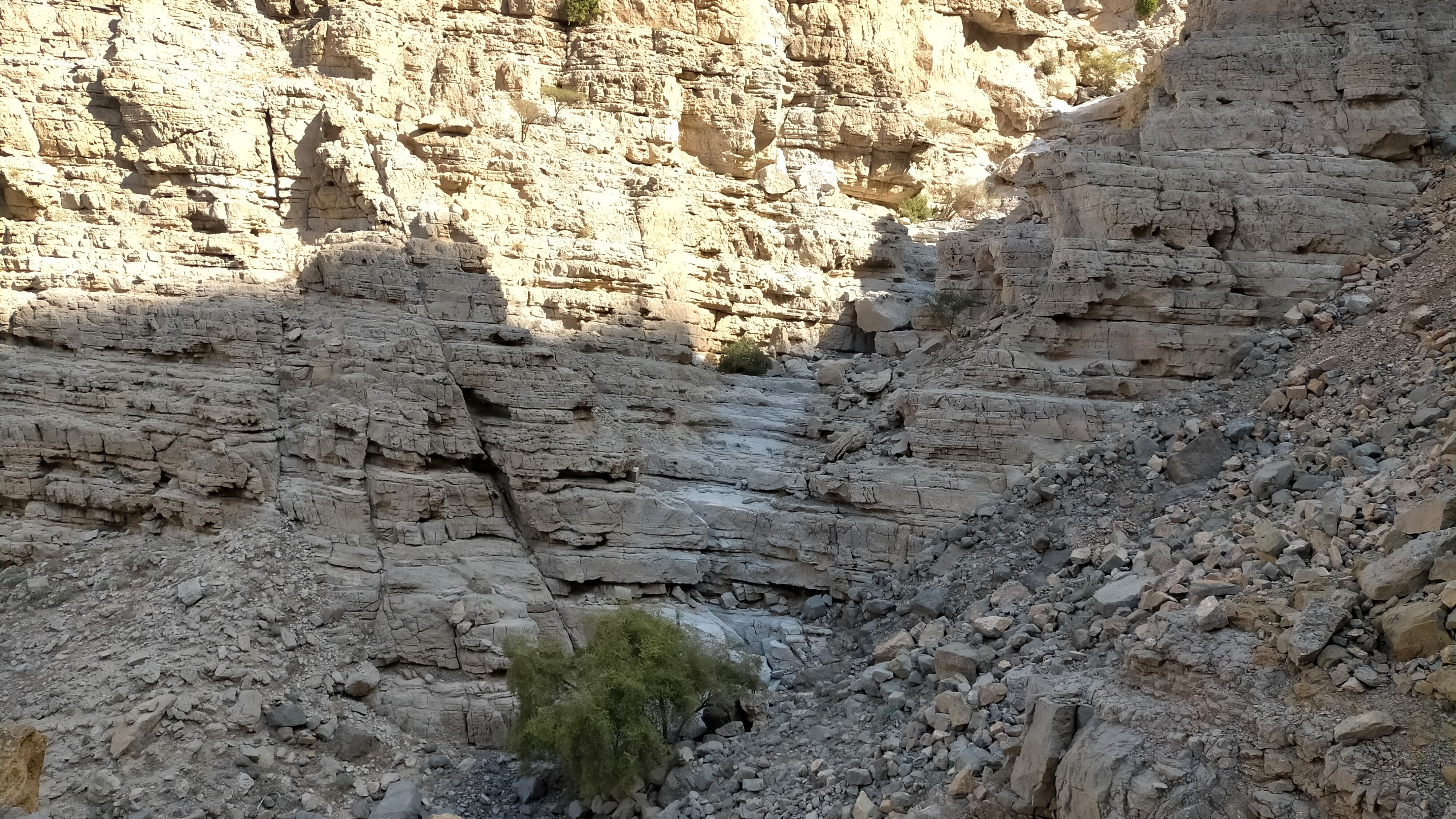
Cascadas secas en el curso alto del Wadi Al Hayilah

El Wadi Al Hayilah fluye de sudeste a noroeste y tiene una longitud total aproximada de 4,7 kilómetros.
Su principal fuente de origen está situada a una altitud aproximada de 971 m s. n. m., en la vertiente occidental del Jabal Qada'ah (minor), antecima o cima secundaria de la principal, situada a 600 m. de distancia.
En su curso alto, el Wadi Al Hayilah desciende con una considerable pendiente, formando en algunos lugares espectaculares cascadas secas.

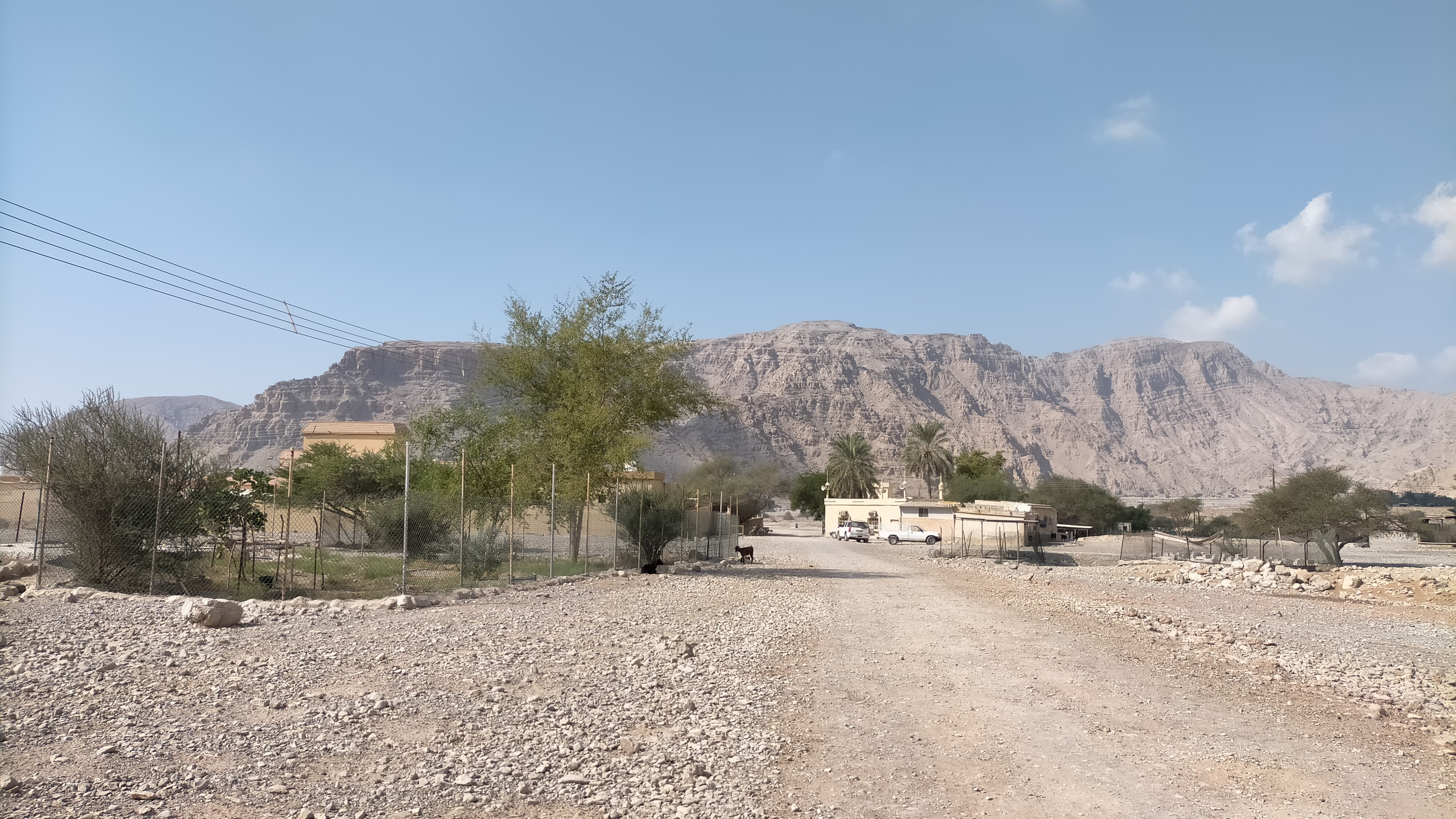
Aldea de Al Hayilah, en la desembocadura del Wadi Al Hayilah

En su curso medio y bajo, hay algunas pequeñas granjas y terrazas de cultivo, y ya casi en la desembocadura se encuentra la aldea de Al Hayilah (en árabe: الحييله‎), bordeada por formidables acantilados o grandes paredes de roca que alcanzan los 500 metros de desnivel y atraen el interés de los escaladores.

## Presas y embalses
Como otras regiones de los EAU, el área geográfica del Wadi Al Hayilah se ha visto ocasionalmente afectada por lluvias inusualmente intensas e inundaciones, pero hasta el momento no se han construido presas en su cauce.

## Toponimia
Nombres alternativos: Wādī Al Hayīlah, Wadi Hiyailah, Wadi Hiyaila, Wadi Al Hila, Wadi Hila.
El nombre del Wadi Al Hayilah (con la grafía Wadi Hiyaila), sus afluentes, montañas y poblaciones cercanas, quedaron registrados en la documentación y mapas elaborados entre 1950 y 1960 por el arabista, cartógrafo, militar y diplomático británico Julian F. Walker, durante los trabajos efectuados para el establecimiento de fronteras entre los entonces denominados Estados de la Tregua, completados más tarde, por el Ministerio de Defensa del Reino Unido, con mapas a escala 1:100 000 publicados a partir de 1971.
En el Atlas Nacional de Emiratos Árabes Unidos consta con la grafía Wādī Al Hayīlah (en árabe: وادي الحييله‎).

## Población
La zona próxima al Wadi Al Hayilah estuvo poblada mayoritariamente por la tribu Habus, y correspondía a la zona tribal de Banī Sā‘ad.